# HD 154556
HD 154556，又名CP-70 2361，SAO 257472、HR 6357，是一颗恒星，视星等为6.22，位于銀經321.29，銀緯-17.89，其B1900.0坐标为赤經17h 1m 1.1s，赤緯-70° -17.89′ 25″。